# Departamento de Cuvette-Oeste
Cuvette-Oeste es un departamento de la República del Congo situado en la zona oeste del país. Limita con los departamentos de Cuvette, Sangha y la nación de Gabón. Su chef-lieu es Ewo.
En 2007 tenía una población de 72 999 habitantes.

## Historia
En Cuvette-Oeste se han originado varios brotes del virus Ébola.

## Geografía
El departamento tiene los siguientes límites:
| Noroeste: Provincia de Ogooué-Ivindo, Gabón | Norte: Departamento de Sangha | Noreste: Departamento de Sangha  |
| Oeste: Provincia de Ogooué-Ivindo, Gabón    |                               | Este: Departamento de Cuvette    |
| Suroeste: Provincia de Haut-Ogooué, Gabón   | Sur: Departamento de Cuvette  | Sureste: Departamento de Cuvette |

## División administrativa
Se divide en 6 distritos:
- Kéllé
- Mbomo
- Ewo
- Okoyo
- Etoumbi
- Mbama